# García Íñiguez od Pamplone
García Íñiguez od Pamplone, (baskijski: Gartzea Eneko, šp. García Íñiguez de Pamplona) bio je kralj Pamplone od 851. ili 852. do svoje smrti, 870. godine. Obrazovao se u Córdobi, kao gost na dvoru kordobskog emira. 
Bio je sin Íñiga Ariste, prvog kralja Pamplone i začetnika dinastije. Kada mu je otac obolio od paralize, postao je regent kraljevstva. On i njegov rođak Musa ibn Musa ibn Fortun iz klana Banu Qasi su se pobunili protiv kordobskog emira 843. godine i bili potučeni, a ustanak ugušen. Emir Abd ar-Rahman II. je potom napao kraljevinu Pamplonu pobijedivši Garcíju i ubivši Fortuna. Nakon očeve smrti, naslijedio je pamplonsko prijestolje.
Godine 859. Navaru su napali Vikinzi. García je uhvaćen i primoran platiti otkup. Kada je oslobođen, napustio je savez s klanom Banu Qasi i sklopio novi savez s asturskim kraljem Ordoñom I. Asturijskim. Ordoño i García su zajedničkim snagama pobijedili Maure u bitki kod Albelde te iste godine.
860. Mauri su zarobili Garcíjinog sina i nasljednika Fortúna koji je proveo sljedećoh 20 godina u zarobljeništvu u Córdobi. 
García je podržavao hodočasnike koji su išli u Santiago de Compostelu i pokušao im je osigurati miran i siguran put, postavljajući na taj način temelje hodočašću u Santiago de Compostelu koji se danas popularno zove "Put za Santiago" (šp. Camino de Santiago). Nakon njegove smrti, Fortún Garcés se vratio iz zarobljeništva oko 880. i preuzeo prijestolje.